# Torre dei Mannelli

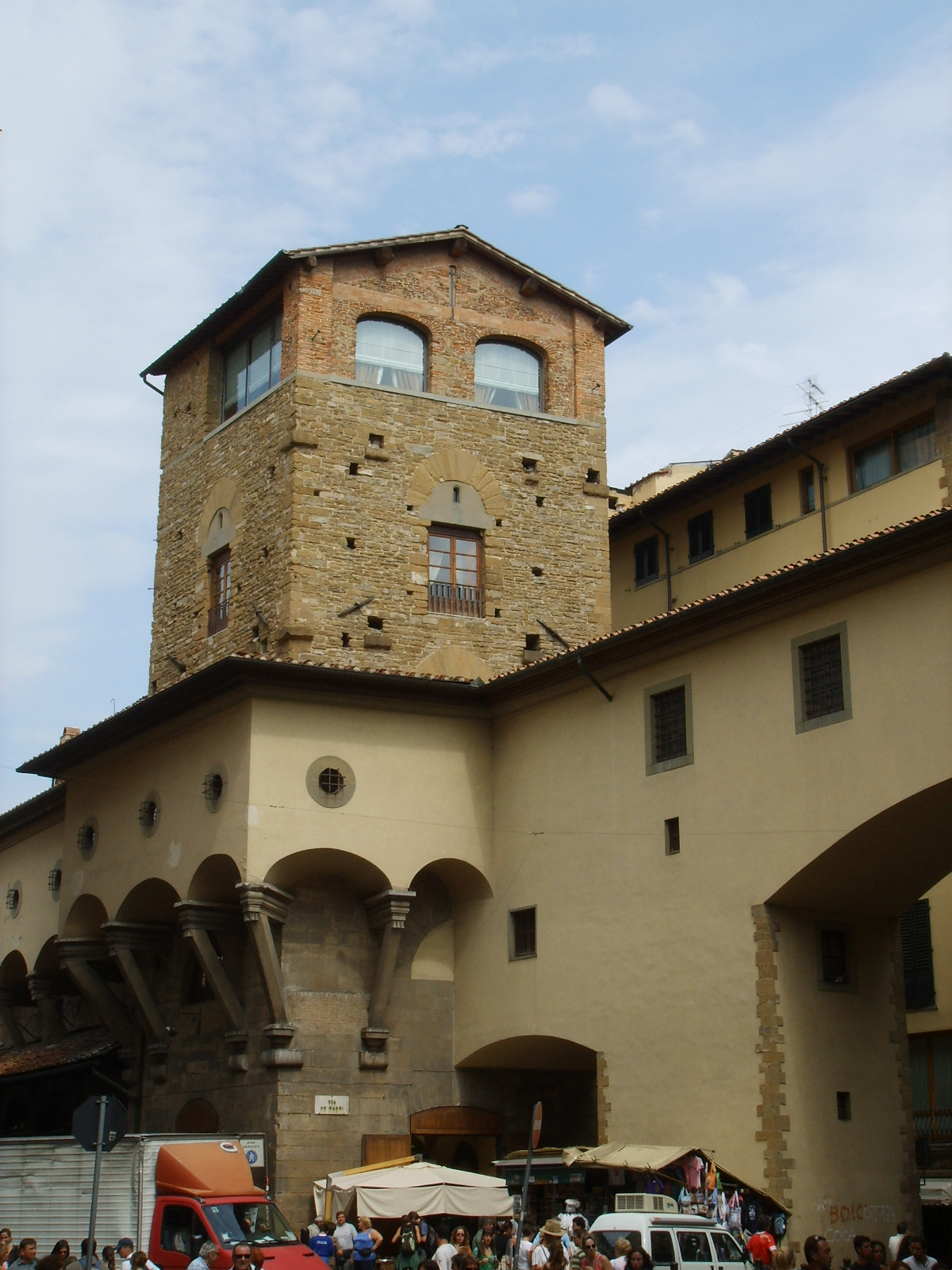
A Torre dei Mannelli, circundada pelo Corridoio Vasariano.

A Torre dei Mannelli é uma torre apalaçada de Florença que se encontra em cima da Ponte Vecchio e tem acesso pela Via de' Bardi.

## História e arquitectura

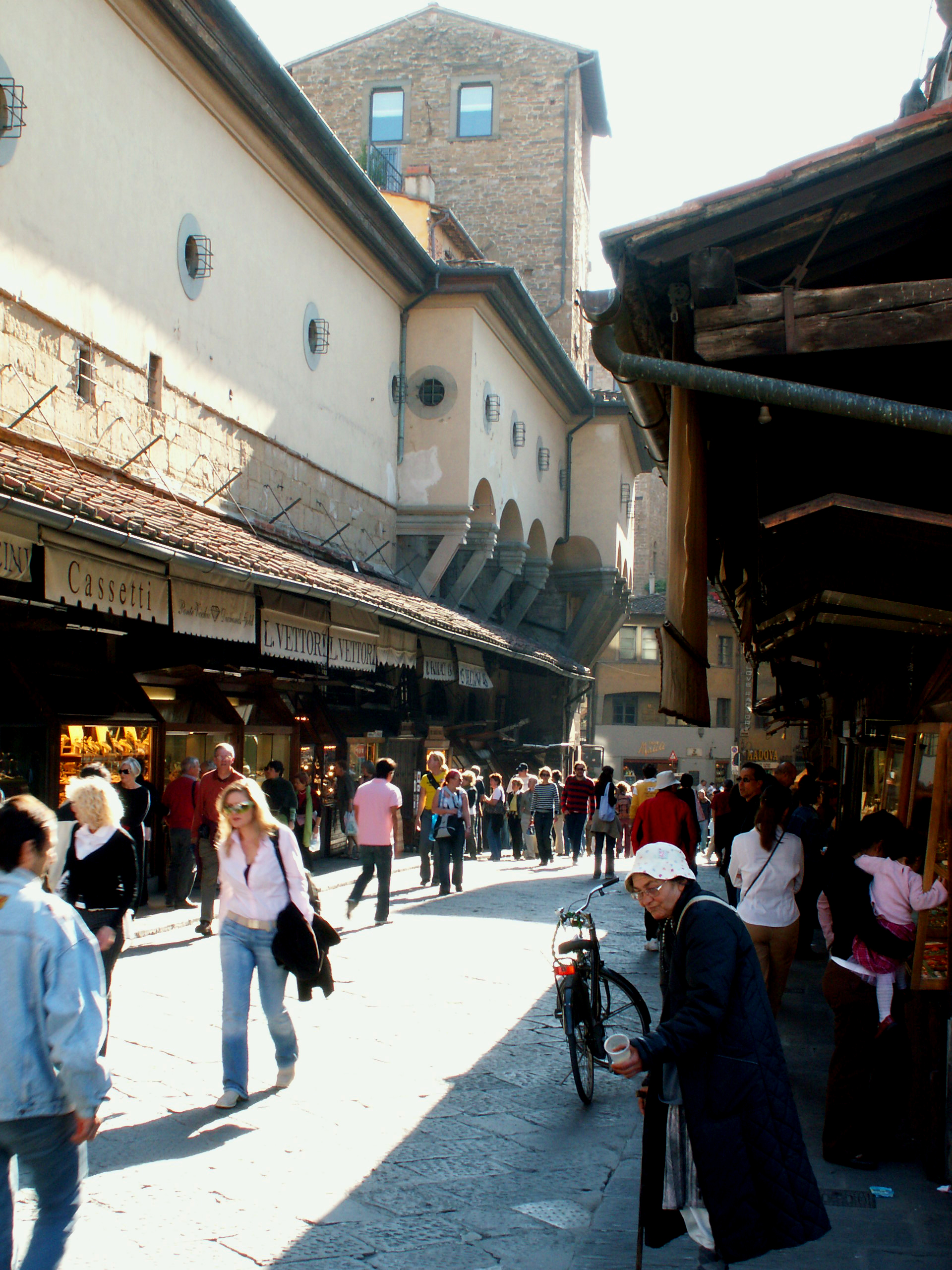
A Torre dei Mannelli vista da Ponte Vecchio.

Esta torre é a única que subsiste das quatro capi di ponte, ou seja, as torres que controlavam uma ponte nos quatro ângulos.
Os Mannelli fizeram remontar as suas origens até à família romana dos Manlii e eram de credo gibelino, aparentados com os tempestuosos Uberti. Depois da derrota definitiva do seu partido, com a Batalha de Benevento, sofreram o exílio, mas regressaram pouco depois mudando o nome (para Pontigiani, pela torre na "ponte", ou Piazzigiani, porque este bairro era chamado de "Piazza"), mudando a fé política e jurando fidelidade à Parte Guelfa.
A torre é famosa pelo contencioso entre a família e Cosme I, quando foi deliberada a construção do Corridoio Vasariano (a extensa galeria que liga o Palazzo Vecchio ao Palazzo Pitti, passando sobre a Ponte Vecchio), que tinha previsto a demolição da torre. A família foi capaz de opor-se firmemente e Giorgio Vasari teve que modificar o seu projecto fazendo passar o corredor em torno da torre, através dum sistema de grandes mísulas em pietra serena que ainda hoje se podem ver.
A torre foi danificada durante a Segunda Guerra Mundial, mas não de maneira irreparável, sendo restaurada pelo arquitecto Nello Baroni por encomenda da Superintendência dos Monumentos (1944-1946). Hoje, ainda apresenta o característico revestimento em filaretto de pedra à vista, perfurado por alguns buche pontaie (buracos para suporte de barrotes). Abrem-se no edifício algumas janelas de diversas formas, algumas quadrangulares, outras encimadas por arcos. No último piso abre-se uma sala panorâmica de realização mais recente.